# Bartolomé García Ximénez Rabadán
Bartolomé García Ximénez Rabadán (Zalamea la Real, Huelva, 1622 - 14 de mayo de 1690, Santa Cruz de Tenerife) fue obispo de Canarias entre 1665-1690. Fue el segundo obispo con un pontificado más largo en esta diócesis, tras Antonio Pildain y Zapiain.

## Biografía
Nacido en Zalamea la Real fue bautizado en la parroquia local el 19 de octubre de 1622. Más tarde fue catedrático de Salamanca y posteriormente canónigo lectoral y magistral de la catedral de Sevilla.

### Episcopado
El papa Alejandro VII le nombró obispo de Canarias en 1665 y el 5 de julio de ese año embarcó rumbo al archipiélago. La travesía fue muy tortuosa y estuvo a punto de acabar en desastre cuando una tormenta sorprendió a la tripulación. En medio de la confusión, un navío llamado "La Trinidad" que por ahí pasaba los recogió y los desvió a Puerto Rico a donde llegaron el 9 de agosto. Después de varias peripecias el nuevo obispo llegó a Canarias haciendo su entrada por el puerto de Santa Cruz de Tenerife el 29 de diciembre de 1665. Sin embargo el obispo no tomaría posesión de su sede hasta diciembre del año siguiente en la catedral de Las Palmas de Gran Canaria, debido a que a su llegada a la isla de Tenerife y antes de tomar posesión quiso realizar una visita pastoral a su diócesis empezando por la isla de La Palma, pero una nueva tormenta lo obligó a retrasar la llegada a su sede en Gran Canaria. Además, al poco tiempo tuvo que regresar a Tenerife debido a una revuelta de clérigos en esta isla.  
Dos años después de su llegada a las islas, Rabadán sufrió un intento de asesinato urdido por un clérigo que envenenó la comida del obispo estando éste en su palacio episcopal de Las Palmas. Si bien, logró recuperarse aunque con secuelas físicas.
Una de las particularidades del pontificado de Bartolomé García Ximénez es que a pesar de que la capital diocesana y su catedral estaban en Gran Canaria, Rabadán residió habitualmente en Tenerife a pesar de las peticiones de ubicarse en Las Palmas de Gran Canaria. El obispo impulsó la construcción del antiguo santuario de la virgen de Candelaria en Tenerife, y potenció la veneración de la virgen de las Nieves en La Palma estableciendo su bajada cada cinco años a Santa Cruz de La Palma. Fue un gran promotor de la devoción hacia la virgen de Candelaria y potenció su patronazgo sobre el archipiélago, título que había sido otorgado en 1599 por parte del papa Clemente VIII. Ximénez destaca también porque fue el primer obispo de Canarias que recorrió todas las islas.

### Fallecimiento
En noviembre de 1678 realizó una visita pastoral a Fuerteventura y Lanzarote. Posteriormente regresó a Gran Canaria y, de ahí, a Tenerife, donde llegó con una salud muy debilitada. García Ximénez murió en Santa Cruz de Tenerife el 14 de mayo de 1690. Originalmente fue enterrado en la parroquia matriz de la Concepción, templo muy frecuentado por él, pero apenas un año después su cuerpo fue trasladado a Candelaria, sepultado en este santuario mariano que él mismo impulsó.
Su tumba actualmente no se conserva, pues un fuerte temporal la noche del 6 al 7 de noviembre de 1826 arrastró al mar todo lo que había dentro del santuario, incluido la tumba del obispo y la imagen original de la virgen de Candelaria. En la actual basílica de Nuestra Señora de la Candelaria construida sobre los restos de la primitiva existe un zócalo que lo recuerda a la entrada de la capilla del Santísimo. Por otro lado en la parroquia matriz de la Concepción de Santa Cruz de Tenerife existe una pintura antigua del obispo Bartolomé García Ximénez que lo muestra difunto en su lecho.